# Кизилуй (Жангільдинський сільський округ)
Кизилу́й (каз. Қызылүй) — село у складі Улитауського району Улитауської області Казахстану. Входить до складу Жангільдинського сільського округу.
Населення — 86 осіб (2021; 199 у 2009, 238 у 1999, 330 у 1989).
Національний склад станом на 1989 рік:
- казахи — 100 %.